# 1 500 mètres féminin aux Jeux olympiques d'été de 1976 (athlétisme)
Navigation
Munich 1972 Moscou 1980
L'épreuve du 1 500 mètres féminin aux Jeux olympiques de 1976 s'est déroulée du 28 au 30 juillet 1976 au Stade olympique de Montréal, au Canada. Elle est remportée par la Soviétique Tatyana Kazankina dans le temps de 4 min 5 s 48.

## Résultats

### Finale
| Rang               | Athlète             | Pays                 | Temps         |
| ------------------ | ------------------- | -------------------- | ------------- |
| Médaille d'or      | Tatyana Kazankina   | Union soviétique     | 4 min 05 s 48 |
| Médaille d'argent  | Gunhild Hoffmeister | Allemagne de l'Est   | 4 min 06 s 02 |
| Médaille de bronze | Ulrike Bruns        | Allemagne de l'Est   | 4 min 06 s 09 |
| 4                  | Nikolina Shtereva   | Bulgarie             | 4 min 06 s 57 |
| 5                  | Lyudmila Bragina    | Union soviétique     | 4 min 07 s 20 |
| 6                  | Gabriella Dorio     | Italie               | 4 min 07 s 27 |
| 7                  | Ellen Wellmann      | Allemagne de l'Ouest | 4 min 07 s 91 |
| 8                  | Jan Merrill         | États-Unis           | 4 min 08 s 54 |
| 9                  | Nina Holmén         | Finlande             | 4 min 09 s 55 |

## Légende
Records et Performances
- AR : Record continental (area record)
- CR : Record des championnats (championship record)
- MR : Record du meeting (meet record)
- NR : Record national (national record)
- OR : Record olympique (olympic record)
- PR : Record paralympique (paralympic record)
- PB : Record personnel (personal best)
- SB : Meilleure performance personnelle de la saison (season's best)
- WL : Meilleure performance mondiale de l'année (world leader)
- WJR : Record du monde junior (world junior record)
- WR : Record du monde (world record)

Circonstances et Conditions
- DNF : N'a pas terminé (did not finish)
- DNS : N'a pas pris le départ (did not start)
- DQ : Disqualification (disqualification)
- NM : Aucun essai valable enregistré (No Mark)
- Q : Qualifié « directement » au prochain tour (ou à la prochaine compétition), lors d'une compétition majeure, grâce au classement ou à la réalisation des minima (automatic qualifier)
- q : Qualifié au prochain tour (ou à la prochaine compétition), lors d'une compétition majeure, grâce au repêchage ou à la réalisation de l'une des meilleures performances parmi celles des « non qualifiés directement » (grâce au meilleur temps ou à la meilleure distance par exemple) (secondary qualifier)